# Tour du Danemark 2019
La 29e édition du Tour du Danemark a lieu du 21 au 25 août 2019. La course fait partie du calendrier UCI Europe Tour 2019 en catégorie 2.HC.

## Équipes
Vingt équipes participent à ce Tour du Danemark - trois WorldTeams, dix équipes continentales professionnelles, six équipes continentales et une équipe nationale :
| WorldTeams (3)- Team Jumbo-Visma - Lotto Soudal - Team Sunweb Équipes continentales professionnelles (10)- Bardiani CSF - Corendon-Circus - Hagens Berman Axeon - Israel Cycling Academy - Team Novo Nordisk - Riwal Readynez - Roompot-Charles - Sport Vlaanderen-Baloise - Vital Concept-B&B Hotels - W52-FC Porto Équipes continentales (6)- BHS-Almeborg Bornholm - ColoQuick - Hurom BDC Development - Joker Fuel of Norway - Uno-X Norwegian Development - Waoo Équipe nationale- Danemark |
| |

## Étapes
| Étape     | Date    | Villes étapes            | type                        | Distance (km) | Vainqueur d'étape  | Leader du classement général |
| --------- | ------- | ------------------------ | --------------------------- | ------------- | ------------------ | ---------------------------- |
| 1re étape | 21 août | Silkeborg – Silkeborg    | étape vallonnée             | 169,7         | Tiesj Benoot       | Tiesj Benoot                 |
| 2e étape  | 22 août | Grindsted – Grindsted    | contre-la-montre individuel | 17            | Martin Toft Madsen | Mads Würtz Schmidt           |
| 3e étape  | 23 août | Holstebro – Vejle        | étape vallonnée             | 199,7         | Lasse Norman Leth  | Niklas Larsen                |
| 4e étape  | 24 août | Korsør – Asnæs Indelukke | étape vallonnée             | 175,2         | Jasper De Buyst    | Niklas Larsen                |
| 5e étape  | 25 août | Roskilde – Frederiksberg | étape de plaine             | 165,6         | Tim Merlier        | Niklas Larsen                |

## Déroulement de la course

### 1reétape
| \| Classement de l'étape \| Classement de l'étape \| Classement de l'étape \| Classement de l'étape \| Classement de l'étape \| \| Coureur \| Coureur \| Pays \| Équipe \| Temps \| \| --------------------- \| --------------------- \| --------------------- \| ------------------------ \| --------------------- \| \| 1er \| Tiesj Benoot \| Belgique \| Lotto-Soudal \| 3 h 54 min 48 s \| \| 2e \| Jasper De Buyst \| Belgique \| Lotto-Soudal \| + 0 s \| \| 3e \| Amaury Capiot \| Belgique \| Sport Vlaanderen-Baloise \| + 0 s \| \| 4e \| Niklas Larsen \| Danemark \| ColoQuick \| + 0 s \| \| 5e \| Krists Neilands \| Lettonie \| Israel Cycling Academy \| + 0 s \| \| 6e \| Amund Grøndahl Jansen \| Norvège \| Team Jumbo-Visma \| + 0 s \| \| 7e \| Mads Würtz Schmidt \| Danemark \| Danemark \| + 0 s \| \| 8e \| Tim Merlier \| Belgique \| Corendon-Circus \| + 3 s \| \| 9e \| Bryan Coquard \| France \| Vital Concept-B&B Hotels \| + 3 s \| \| 10e \| Herman Dahl \| Norvège \| Joker Fuel of Norway \| + 3 s \| |                       |          |                          |                 |
| |                       |          |                          |                 |
| Source : ProCyclingStats |                       |          |                          |                 |
| Classement de l'étape |                       |          |                          |                 |
| Coureur | Coureur               | Pays     | Équipe                   | Temps           |
| 1er | Tiesj Benoot          | Belgique | Lotto-Soudal             | 3 h 54 min 48 s |
| 2e | Jasper De Buyst       | Belgique | Lotto-Soudal             | + 0 s           |
| 3e | Amaury Capiot         | Belgique | Sport Vlaanderen-Baloise | + 0 s           |
| 4e | Niklas Larsen         | Danemark | ColoQuick                | + 0 s           |
| 5e | Krists Neilands       | Lettonie | Israel Cycling Academy   | + 0 s           |
| 6e | Amund Grøndahl Jansen | Norvège  | Team Jumbo-Visma         | + 0 s           |
| 7e | Mads Würtz Schmidt    | Danemark | Danemark                 | + 0 s           |
| 8e | Tim Merlier           | Belgique | Corendon-Circus          | + 3 s           |
| 9e | Bryan Coquard         | France   | Vital Concept-B&B Hotels | + 3 s           |
| 10e | Herman Dahl           | Norvège  | Joker Fuel of Norway     | + 3 s           |

| \| Classement général \| Classement général \| Classement général \| Classement général \| Classement général \| \| Coureur \| Coureur \| Pays \| Équipe \| Temps \| \| ------------------ \| --------------------- \| ------------------ \| --------------------------- \| ------------------ \| \| 1er \| Tiesj Benoot \| Belgique \| Lotto-Soudal \| 3 h 54 min 38 s \| \| 2e \| Jasper De Buyst \| Belgique \| Lotto-Soudal \| + 4 s \| \| 3e \| Amaury Capiot \| Belgique \| Sport Vlaanderen-Baloise \| + 6 s \| \| 4e \| Niklas Larsen \| Danemark \| ColoQuick \| + 10 s \| \| 5e \| Krists Neilands \| Lettonie \| Israel Cycling Academy \| + 10 s \| \| 6e \| Amund Grøndahl Jansen \| Norvège \| Team Jumbo-Visma \| + 10 s \| \| 7e \| Mads Würtz Schmidt \| Danemark \| Danemark \| + 10 s \| \| 8e \| Torstein Træen \| Norvège \| Uno-X Norwegian Development \| + 10 s \| \| 9e \| Jonas Abrahamsen \| Norvège \| Uno-X Norwegian Development \| + 11 s \| \| 10e \| Tim Merlier \| Belgique \| Corendon-Circus \| + 13 s \| |                       |          |                             |                 |
| |                       |          |                             |                 |
| Source : ProCyclingStats |                       |          |                             |                 |
| Classement général |                       |          |                             |                 |
| Coureur | Coureur               | Pays     | Équipe                      | Temps           |
| 1er | Tiesj Benoot          | Belgique | Lotto-Soudal                | 3 h 54 min 38 s |
| 2e | Jasper De Buyst       | Belgique | Lotto-Soudal                | + 4 s           |
| 3e | Amaury Capiot         | Belgique | Sport Vlaanderen-Baloise    | + 6 s           |
| 4e | Niklas Larsen         | Danemark | ColoQuick                   | + 10 s          |
| 5e | Krists Neilands       | Lettonie | Israel Cycling Academy      | + 10 s          |
| 6e | Amund Grøndahl Jansen | Norvège  | Team Jumbo-Visma            | + 10 s          |
| 7e | Mads Würtz Schmidt    | Danemark | Danemark                    | + 10 s          |
| 8e | Torstein Træen        | Norvège  | Uno-X Norwegian Development | + 10 s          |
| 9e | Jonas Abrahamsen      | Norvège  | Uno-X Norwegian Development | + 11 s          |
| 10e | Tim Merlier           | Belgique | Corendon-Circus             | + 13 s          |

### 2eétape
| \| Classement de l'étape \| Classement de l'étape \| Classement de l'étape \| Classement de l'étape \| Classement de l'étape \| \| Coureur \| Coureur \| Pays \| Équipe \| Temps \| \| --------------------- \| ----------------------- \| --------------------- \| ---------------------- \| --------------------- \| \| 1er \| Martin Toft Madsen \| Danemark \| BHS-Almeborg Bornholm \| 19 min 35 s \| \| 2e \| Rasmus Christian Quaade \| Danemark \| Riwal Readynez \| + 11 s \| \| 3e \| Mads Würtz Schmidt \| Danemark \| Danemark \| + 11 s \| \| 4e \| Niklas Larsen \| Danemark \| ColoQuick \| + 11 s \| \| 5e \| Mikkel Bjerg \| Danemark \| Hagens Berman Axeon \| + 12 s \| \| 6e \| Brent Van Moer \| Belgique \| Lotto-Soudal \| + 19 s \| \| 7e \| Jonas Vingegaard \| Danemark \| Team Jumbo-Visma \| + 19 s \| \| 8e \| Lasse Norman Leth \| Danemark \| Corendon-Circus \| + 20 s \| \| 9e \| Matthias Brändle \| Autriche \| Israel Cycling Academy \| + 24 s \| \| 10e \| Koen Bouwman \| Pays-Bas \| Team Jumbo-Visma \| + 27 s \| |                         |          |                        |             |
| |                         |          |                        |             |
| Source : ProCyclingStats |                         |          |                        |             |
| Classement de l'étape |                         |          |                        |             |
| Coureur | Coureur                 | Pays     | Équipe                 | Temps       |
| 1er | Martin Toft Madsen      | Danemark | BHS-Almeborg Bornholm  | 19 min 35 s |
| 2e | Rasmus Christian Quaade | Danemark | Riwal Readynez         | + 11 s      |
| 3e | Mads Würtz Schmidt      | Danemark | Danemark               | + 11 s      |
| 4e | Niklas Larsen           | Danemark | ColoQuick              | + 11 s      |
| 5e | Mikkel Bjerg            | Danemark | Hagens Berman Axeon    | + 12 s      |
| 6e | Brent Van Moer          | Belgique | Lotto-Soudal           | + 19 s      |
| 7e | Jonas Vingegaard        | Danemark | Team Jumbo-Visma       | + 19 s      |
| 8e | Lasse Norman Leth       | Danemark | Corendon-Circus        | + 20 s      |
| 9e | Matthias Brändle        | Autriche | Israel Cycling Academy | + 24 s      |
| 10e | Koen Bouwman            | Pays-Bas | Team Jumbo-Visma       | + 27 s      |

| \| Classement général \| Classement général \| Classement général \| Classement général \| Classement général \| \| Coureur \| Coureur \| Pays \| Équipe \| Temps \| \| ------------------ \| ----------------------- \| ------------------ \| ---------------------- \| ------------------ \| \| 1er \| Mads Würtz Schmidt \| Danemark \| Danemark \| 4 h 14 min 34 s \| \| 2e \| Niklas Larsen \| Danemark \| ColoQuick \| + 0 s \| \| 3e \| Rasmus Christian Quaade \| Danemark \| Riwal Readynez \| + 3 s \| \| 4e \| Mikkel Bjerg \| Danemark \| Hagens Berman Axeon \| + 4 s \| \| 5e \| Martin Toft Madsen \| Danemark \| BHS-Almeborg Bornholm \| + 10 s \| \| 6e \| Brent Van Moer \| Belgique \| Lotto-Soudal \| + 11 s \| \| 7e \| Jonas Vingegaard \| Danemark \| Team Jumbo-Visma \| + 11 s \| \| 8e \| Lasse Norman Leth \| Danemark \| Corendon-Circus \| + 12 s \| \| 9e \| Tiesj Benoot \| Belgique \| Lotto-Soudal \| + 14 s \| \| 10e \| Matthias Brändle \| Autriche \| Israel Cycling Academy \| + 16 s \| |                         |          |                        |                 |
| |                         |          |                        |                 |
| Source : ProCyclingStats |                         |          |                        |                 |
| Classement général |                         |          |                        |                 |
| Coureur | Coureur                 | Pays     | Équipe                 | Temps           |
| 1er | Mads Würtz Schmidt      | Danemark | Danemark               | 4 h 14 min 34 s |
| 2e | Niklas Larsen           | Danemark | ColoQuick              | + 0 s           |
| 3e | Rasmus Christian Quaade | Danemark | Riwal Readynez         | + 3 s           |
| 4e | Mikkel Bjerg            | Danemark | Hagens Berman Axeon    | + 4 s           |
| 5e | Martin Toft Madsen      | Danemark | BHS-Almeborg Bornholm  | + 10 s          |
| 6e | Brent Van Moer          | Belgique | Lotto-Soudal           | + 11 s          |
| 7e | Jonas Vingegaard        | Danemark | Team Jumbo-Visma       | + 11 s          |
| 8e | Lasse Norman Leth       | Danemark | Corendon-Circus        | + 12 s          |
| 9e | Tiesj Benoot            | Belgique | Lotto-Soudal           | + 14 s          |
| 10e | Matthias Brändle        | Autriche | Israel Cycling Academy | + 16 s          |

### 3eétape
| \| Classement de l'étape \| Classement de l'étape \| Classement de l'étape \| Classement de l'étape \| Classement de l'étape \| \| Coureur \| Coureur \| Pays \| Équipe \| Temps \| \| --------------------- \| ----------------------- \| --------------------- \| --------------------------- \| --------------------- \| \| 1er \| Lasse Norman Leth \| Danemark \| Corendon-Circus \| 4 h 46 min 45 s \| \| 2e \| Jonas Vingegaard \| Danemark \| Team Jumbo-Visma \| + 0 s \| \| 3e \| Niklas Larsen \| Danemark \| ColoQuick \| + 0 s \| \| 4e \| Rasmus Christian Quaade \| Danemark \| Riwal Readynez \| + 0 s \| \| 5e \| Markus Hoelgaard \| Norvège \| Uno-X Norwegian Development \| + 7 s \| \| 6e \| Amaury Capiot \| Belgique \| Sport Vlaanderen-Baloise \| + 13 s \| \| 7e \| Jasper De Buyst \| Belgique \| Lotto-Soudal \| + 15 s \| \| 8e \| Amund Grøndahl Jansen \| Norvège \| Team Jumbo-Visma \| + 15 s \| \| 9e \| Tiesj Benoot \| Belgique \| Lotto-Soudal \| + 15 s \| \| 10e \| Thomas Sprengers \| Belgique \| Sport Vlaanderen-Baloise \| + 15 s \| |                         |          |                             |                 |
| |                         |          |                             |                 |
| Source : ProCyclingStats |                         |          |                             |                 |
| Classement de l'étape |                         |          |                             |                 |
| Coureur | Coureur                 | Pays     | Équipe                      | Temps           |
| 1er | Lasse Norman Leth       | Danemark | Corendon-Circus             | 4 h 46 min 45 s |
| 2e | Jonas Vingegaard        | Danemark | Team Jumbo-Visma            | + 0 s           |
| 3e | Niklas Larsen           | Danemark | ColoQuick                   | + 0 s           |
| 4e | Rasmus Christian Quaade | Danemark | Riwal Readynez              | + 0 s           |
| 5e | Markus Hoelgaard        | Norvège  | Uno-X Norwegian Development | + 7 s           |
| 6e | Amaury Capiot           | Belgique | Sport Vlaanderen-Baloise    | + 13 s          |
| 7e | Jasper De Buyst         | Belgique | Lotto-Soudal                | + 15 s          |
| 8e | Amund Grøndahl Jansen   | Norvège  | Team Jumbo-Visma            | + 15 s          |
| 9e | Tiesj Benoot            | Belgique | Lotto-Soudal                | + 15 s          |
| 10e | Thomas Sprengers        | Belgique | Sport Vlaanderen-Baloise    | + 15 s          |

| \| Classement général \| Classement général \| Classement général \| Classement général \| Classement général \| \| Coureur \| Coureur \| Pays \| Équipe \| Temps \| \| ------------------ \| ----------------------- \| ------------------ \| --------------------- \| ------------------ \| \| 1er \| Niklas Larsen \| Danemark \| ColoQuick \| 9 h 01 min 15 s \| \| 2e \| Lasse Norman Leth \| Danemark \| Corendon-Circus \| + 6 s \| \| 3e \| Rasmus Christian Quaade \| Danemark \| Riwal Readynez \| + 7 s \| \| 4e \| Jonas Vingegaard \| Danemark \| Team Jumbo-Visma \| + 9 s \| \| 5e \| Mikkel Bjerg \| Danemark \| Hagens Berman Axeon \| + 32 s \| \| 6e \| Tiesj Benoot \| Belgique \| Lotto-Soudal \| + 33 s \| \| 7e \| Jasper De Buyst \| Belgique \| Lotto-Soudal \| + 36 s \| \| 8e \| Koen Bouwman \| Pays-Bas \| Team Jumbo-Visma \| + 53 s \| \| 9e \| Brent Van Moer \| Belgique \| Lotto-Soudal \| + 55 s \| \| 10e \| Christoffer Lisson \| Danemark \| BHS-Almeborg Bornholm \| + 1 min 08 s \| |                         |          |                       |                 |
| |                         |          |                       |                 |
| Source : ProCyclingStats |                         |          |                       |                 |
| Classement général |                         |          |                       |                 |
| Coureur | Coureur                 | Pays     | Équipe                | Temps           |
| 1er | Niklas Larsen           | Danemark | ColoQuick             | 9 h 01 min 15 s |
| 2e | Lasse Norman Leth       | Danemark | Corendon-Circus       | + 6 s           |
| 3e | Rasmus Christian Quaade | Danemark | Riwal Readynez        | + 7 s           |
| 4e | Jonas Vingegaard        | Danemark | Team Jumbo-Visma      | + 9 s           |
| 5e | Mikkel Bjerg            | Danemark | Hagens Berman Axeon   | + 32 s          |
| 6e | Tiesj Benoot            | Belgique | Lotto-Soudal          | + 33 s          |
| 7e | Jasper De Buyst         | Belgique | Lotto-Soudal          | + 36 s          |
| 8e | Koen Bouwman            | Pays-Bas | Team Jumbo-Visma      | + 53 s          |
| 9e | Brent Van Moer          | Belgique | Lotto-Soudal          | + 55 s          |
| 10e | Christoffer Lisson      | Danemark | BHS-Almeborg Bornholm | + 1 min 08 s    |

### 4eétape
| \| Classement de l'étape \| Classement de l'étape \| Classement de l'étape \| Classement de l'étape \| Classement de l'étape \| \| Coureur \| Coureur \| Pays \| Équipe \| Temps \| \| --------------------- \| ----------------------- \| --------------------- \| ------------------------ \| --------------------- \| \| 1er \| Jasper De Buyst \| Belgique \| Lotto-Soudal \| 4 h 09 min 38 s \| \| 2e \| Amaury Capiot \| Belgique \| Sport Vlaanderen-Baloise \| + 0 s \| \| 3e \| Huub Duyn \| Pays-Bas \| Roompot-Charles \| + 0 s \| \| 4e \| Jonas Vingegaard \| Danemark \| Team Jumbo-Visma \| + 3 s \| \| 5e \| Rasmus Christian Quaade \| Danemark \| Riwal Readynez \| + 3 s \| \| 6e \| Alexander Kamp \| Danemark \| Riwal Readynez \| + 3 s \| \| 7e \| Niklas Larsen \| Danemark \| ColoQuick \| + 3 s \| \| 8e \| Roy Goldstein \| Israël \| Israel Cycling Academy \| + 5 s \| \| 9e \| Gustavo César Veloso \| Espagne \| W52-FC Porto \| + 5 s \| \| 10e \| Charles Planet \| France \| Team Novo Nordisk \| + 5 s \| |                         |          |                          |                 |
| |                         |          |                          |                 |
| Source : ProCyclingStats |                         |          |                          |                 |
| Classement de l'étape |                         |          |                          |                 |
| Coureur | Coureur                 | Pays     | Équipe                   | Temps           |
| 1er | Jasper De Buyst         | Belgique | Lotto-Soudal             | 4 h 09 min 38 s |
| 2e | Amaury Capiot           | Belgique | Sport Vlaanderen-Baloise | + 0 s           |
| 3e | Huub Duyn               | Pays-Bas | Roompot-Charles          | + 0 s           |
| 4e | Jonas Vingegaard        | Danemark | Team Jumbo-Visma         | + 3 s           |
| 5e | Rasmus Christian Quaade | Danemark | Riwal Readynez           | + 3 s           |
| 6e | Alexander Kamp          | Danemark | Riwal Readynez           | + 3 s           |
| 7e | Niklas Larsen           | Danemark | ColoQuick                | + 3 s           |
| 8e | Roy Goldstein           | Israël   | Israel Cycling Academy   | + 5 s           |
| 9e | Gustavo César Veloso    | Espagne  | W52-FC Porto             | + 5 s           |
| 10e | Charles Planet          | France   | Team Novo Nordisk        | + 5 s           |

| \| Classement général \| Classement général \| Classement général \| Classement général \| Classement général \| \| Coureur \| Coureur \| Pays \| Équipe \| Temps \| \| ------------------ \| ----------------------- \| ------------------ \| ------------------------ \| ------------------ \| \| 1er \| Niklas Larsen \| Danemark \| ColoQuick \| 13 h 10 min 56 s \| \| 2e \| Jonas Vingegaard \| Danemark \| Team Jumbo-Visma \| + 6 s \| \| 3e \| Rasmus Christian Quaade \| Danemark \| Riwal Readynez \| + 7 s \| \| 4e \| Lasse Norman Leth \| Danemark \| Corendon-Circus \| + 12 s \| \| 5e \| Jasper De Buyst \| Belgique \| Lotto-Soudal \| + 23 s \| \| 6e \| Mikkel Bjerg \| Danemark \| Hagens Berman Axeon \| + 34 s \| \| 7e \| Brent Van Moer \| Belgique \| Lotto-Soudal \| + 1 min 05 s \| \| 8e \| Koen Bouwman \| Pays-Bas \| Team Jumbo-Visma \| + 1 min 08 s \| \| 9e \| Christoffer Lisson \| Danemark \| BHS-Almeborg Bornholm \| + 1 min 16 s \| \| 10e \| Johan Le Bon \| France \| Vital Concept-B&B Hotels \| + 1 min 19 s \| |                         |          |                          |                  |
| |                         |          |                          |                  |
| Source : ProCyclingStats |                         |          |                          |                  |
| Classement général |                         |          |                          |                  |
| Coureur | Coureur                 | Pays     | Équipe                   | Temps            |
| 1er | Niklas Larsen           | Danemark | ColoQuick                | 13 h 10 min 56 s |
| 2e | Jonas Vingegaard        | Danemark | Team Jumbo-Visma         | + 6 s            |
| 3e | Rasmus Christian Quaade | Danemark | Riwal Readynez           | + 7 s            |
| 4e | Lasse Norman Leth       | Danemark | Corendon-Circus          | + 12 s           |
| 5e | Jasper De Buyst         | Belgique | Lotto-Soudal             | + 23 s           |
| 6e | Mikkel Bjerg            | Danemark | Hagens Berman Axeon      | + 34 s           |
| 7e | Brent Van Moer          | Belgique | Lotto-Soudal             | + 1 min 05 s     |
| 8e | Koen Bouwman            | Pays-Bas | Team Jumbo-Visma         | + 1 min 08 s     |
| 9e | Christoffer Lisson      | Danemark | BHS-Almeborg Bornholm    | + 1 min 16 s     |
| 10e | Johan Le Bon            | France   | Vital Concept-B&B Hotels | + 1 min 19 s     |

### 5eétape
| \| Classement de l'étape \| Classement de l'étape \| Classement de l'étape \| Classement de l'étape \| Classement de l'étape \| \| Coureur \| Coureur \| Pays \| Équipe \| Temps \| \| --------------------- \| --------------------- \| --------------------- \| ------------------------ \| --------------------- \| \| 1er \| Tim Merlier \| Belgique \| Corendon-Circus \| 3 h 41 min 37 s \| \| 2e \| Bryan Coquard \| France \| Vital Concept-B&B Hotels \| + 0 s \| \| 3e \| Jasper De Buyst \| Belgique \| Lotto-Soudal \| + 0 s \| \| 4e \| Amaury Capiot \| Belgique \| Sport Vlaanderen-Baloise \| + 0 s \| \| 5e \| Amund Grøndahl Jansen \| Norvège \| Team Jumbo-Visma \| + 0 s \| \| 6e \| Louis Bendixen \| Danemark \| Danemark \| + 0 s \| \| 7e \| Christoffer Lisson \| Danemark \| BHS-Almeborg Bornholm \| + 0 s \| \| 8e \| Joris Nieuwenhuis \| Pays-Bas \| Team Sunweb \| + 0 s \| \| 9e \| Dennis van Winden \| Pays-Bas \| Israel Cycling Academy \| + 0 s \| \| 10e \| Herman Dahl \| Norvège \| Joker Fuel of Norway \| + 0 s \| |                       |          |                          |                 |
| |                       |          |                          |                 |
| Source : ProCyclingStats |                       |          |                          |                 |
| Classement de l'étape |                       |          |                          |                 |
| Coureur | Coureur               | Pays     | Équipe                   | Temps           |
| 1er | Tim Merlier           | Belgique | Corendon-Circus          | 3 h 41 min 37 s |
| 2e | Bryan Coquard         | France   | Vital Concept-B&B Hotels | + 0 s           |
| 3e | Jasper De Buyst       | Belgique | Lotto-Soudal             | + 0 s           |
| 4e | Amaury Capiot         | Belgique | Sport Vlaanderen-Baloise | + 0 s           |
| 5e | Amund Grøndahl Jansen | Norvège  | Team Jumbo-Visma         | + 0 s           |
| 6e | Louis Bendixen        | Danemark | Danemark                 | + 0 s           |
| 7e | Christoffer Lisson    | Danemark | BHS-Almeborg Bornholm    | + 0 s           |
| 8e | Joris Nieuwenhuis     | Pays-Bas | Team Sunweb              | + 0 s           |
| 9e | Dennis van Winden     | Pays-Bas | Israel Cycling Academy   | + 0 s           |
| 10e | Herman Dahl           | Norvège  | Joker Fuel of Norway     | + 0 s           |

## Classements finals

### Classement général
| \| Classement général \| Classement général \| Classement général \| Classement général \| Classement général \| \| Coureur \| Coureur \| Pays \| Équipe \| Temps \| \| ------------------ \| ----------------------- \| ------------------ \| --------------------- \| ------------------ \| \| 1er \| Niklas Larsen \| Danemark \| ColoQuick \| 16 h 52 min 33 s \| \| 2e \| Jonas Vingegaard \| Danemark \| Team Jumbo-Visma \| + 11 s \| \| 3e \| Rasmus Christian Quaade \| Danemark \| Riwal Readynez \| + 12 s \| \| 4e \| Lasse Norman Leth \| Danemark \| Corendon-Circus \| + 12 s \| \| 5e \| Jasper De Buyst \| Belgique \| Lotto-Soudal \| + 19 s \| \| 6e \| Mikkel Bjerg \| Danemark \| Hagens Berman Axeon \| + 39 s \| \| 7e \| Brent Van Moer \| Belgique \| Lotto-Soudal \| + 1 min 10 s \| \| 8e \| Koen Bouwman \| Pays-Bas \| Team Jumbo-Visma \| + 1 min 13 s \| \| 9e \| Christoffer Lisson \| Danemark \| BHS-Almeborg Bornholm \| + 1 min 16 s \| \| 10e \| Edgar Pinto \| Portugal \| W52-FC Porto \| + 1 min 23 s \| |                         |          |                       |                  |
| |                         |          |                       |                  |
| Source : ProCyclingStats |                         |          |                       |                  |
| Classement général |                         |          |                       |                  |
| Coureur | Coureur                 | Pays     | Équipe                | Temps            |
| 1er | Niklas Larsen           | Danemark | ColoQuick             | 16 h 52 min 33 s |
| 2e | Jonas Vingegaard        | Danemark | Team Jumbo-Visma      | + 11 s           |
| 3e | Rasmus Christian Quaade | Danemark | Riwal Readynez        | + 12 s           |
| 4e | Lasse Norman Leth       | Danemark | Corendon-Circus       | + 12 s           |
| 5e | Jasper De Buyst         | Belgique | Lotto-Soudal          | + 19 s           |
| 6e | Mikkel Bjerg            | Danemark | Hagens Berman Axeon   | + 39 s           |
| 7e | Brent Van Moer          | Belgique | Lotto-Soudal          | + 1 min 10 s     |
| 8e | Koen Bouwman            | Pays-Bas | Team Jumbo-Visma      | + 1 min 13 s     |
| 9e | Christoffer Lisson      | Danemark | BHS-Almeborg Bornholm | + 1 min 16 s     |
| 10e | Edgar Pinto             | Portugal | W52-FC Porto          | + 1 min 23 s     |

| Classement par points | Classement par points   | Classement par points | Classement par points    | Classement par points |
| Coureur               | Coureur                 | Pays                  | Équipe                   | Points                |
| --------------------- | ----------------------- | --------------------- | ------------------------ | --------------------- |
| 1er                   | Jasper De Buyst         | Belgique              | Lotto-Soudal             | 44 pts                |
| 2e                    | Amaury Capiot           | Belgique              | Sport Vlaanderen-Baloise | 39 pts                |
| 3e                    | Niklas Larsen           | Danemark              | ColoQuick                | 34 pts                |
| 4e                    | Jonas Vingegaard        | Danemark              | Team Jumbo-Visma         | 32 pts                |
| 5e                    | Rasmus Christian Quaade | Danemark              | Riwal Readynez           | 29 pts                |
| 6e                    | Mads Würtz Schmidt      | Danemark              | Katusha-Alpecin          | 26 pts                |
| 7e                    | Lasse Norman Leth       | Danemark              | Corendon-Circus          | 23 pts                |
| 8e                    | Tim Merlier             | Belgique              | Corendon-Circus          | 20 pts                |
| 9e                    | Amund Grøndahl Jansen   | Norvège               | Team Jumbo-Visma         | 20 pts                |
| 10e                   | Tiesj Benoot            | Belgique              | Lotto-Soudal             | 19 pts                |

| Classement par points | Classement par points   | Classement par points | Classement par points    | Classement par points |
| Coureur               | Coureur                 | Pays                  | Équipe                   | Points                |
| --------------------- | ----------------------- | --------------------- | ------------------------ | --------------------- |
| 1er                   | Jasper De Buyst         | Belgique              | Lotto-Soudal             | 44 pts                |
| 2e                    | Amaury Capiot           | Belgique              | Sport Vlaanderen-Baloise | 39 pts                |
| 3e                    | Niklas Larsen           | Danemark              | ColoQuick                | 34 pts                |
| 4e                    | Jonas Vingegaard        | Danemark              | Team Jumbo-Visma         | 32 pts                |
| 5e                    | Rasmus Christian Quaade | Danemark              | Riwal Readynez           | 29 pts                |
| 6e                    | Mads Würtz Schmidt      | Danemark              | Katusha-Alpecin          | 26 pts                |
| 7e                    | Lasse Norman Leth       | Danemark              | Corendon-Circus          | 23 pts                |
| 8e                    | Tim Merlier             | Belgique              | Corendon-Circus          | 20 pts                |
| 9e                    | Amund Grøndahl Jansen   | Norvège               | Team Jumbo-Visma         | 20 pts                |
| 10e                   | Tiesj Benoot            | Belgique              | Lotto-Soudal             | 19 pts                |

| Classement de la montagne | Classement de la montagne  | Classement de la montagne | Classement de la montagne   | Classement de la montagne |
| Coureur                   | Coureur                    | Pays                      | Équipe                      | Points                    |
| ------------------------- | -------------------------- | ------------------------- | --------------------------- | ------------------------- |
| 1er                       | Fridtjof Røinås            | Norvège                   | Joker Fuel of Norway        | 84 pts                    |
| 2e                        | Mads Rahbek                | Danemark                  | BHS-Almeborg Bornholm       | 68 pts                    |
| 3e                        | Torstein Træen             | Norvège                   | Uno-X Norwegian Development | 56 pts                    |
| 4e                        | Sasha Weemaes              | Belgique                  | Sport Vlaanderen-Baloise    | 36 pts                    |
| 5e                        | Mads Würtz Schmidt         | Danemark                  | Danemark                    | 24 pts                    |
| 6e                        | Paolo Simion               | Italie                    | Bardiani CSF                | 20 pts                    |
| 7e                        | Martin Salmon              | Allemagne                 | Team Sunweb                 | 16 pts                    |
| 8e                        | Andreas Vangstad           | Norvège                   | Joker Fuel of Norway        | 16 pts                    |
| 9e                        | Umberto Poli               | Italie                    | Team Novo Nordisk           | 16 pts                    |
| 10e                       | Silas Zacharias Clemmensen | Royaume du Danemark       | Waoo                        | 12 pts                    |

| Classement de la montagne | Classement de la montagne  | Classement de la montagne | Classement de la montagne   | Classement de la montagne |
| Coureur                   | Coureur                    | Pays                      | Équipe                      | Points                    |
| ------------------------- | -------------------------- | ------------------------- | --------------------------- | ------------------------- |
| 1er                       | Fridtjof Røinås            | Norvège                   | Joker Fuel of Norway        | 84 pts                    |
| 2e                        | Mads Rahbek                | Danemark                  | BHS-Almeborg Bornholm       | 68 pts                    |
| 3e                        | Torstein Træen             | Norvège                   | Uno-X Norwegian Development | 56 pts                    |
| 4e                        | Sasha Weemaes              | Belgique                  | Sport Vlaanderen-Baloise    | 36 pts                    |
| 5e                        | Mads Würtz Schmidt         | Danemark                  | Danemark                    | 24 pts                    |
| 6e                        | Paolo Simion               | Italie                    | Bardiani CSF                | 20 pts                    |
| 7e                        | Martin Salmon              | Allemagne                 | Team Sunweb                 | 16 pts                    |
| 8e                        | Andreas Vangstad           | Norvège                   | Joker Fuel of Norway        | 16 pts                    |
| 9e                        | Umberto Poli               | Italie                    | Team Novo Nordisk           | 16 pts                    |
| 10e                       | Silas Zacharias Clemmensen | Royaume du Danemark       | Waoo                        | 12 pts                    |

| Classement du meilleur jeune | Classement du meilleur jeune | Classement du meilleur jeune | Classement du meilleur jeune | Classement du meilleur jeune |
| Coureur                      | Coureur                      | Pays                         | Équipe                       | Temps                        |
| ---------------------------- | ---------------------------- | ---------------------------- | ---------------------------- | ---------------------------- |
| 1er                          | Niklas Larsen                | Danemark                     | ColoQuick                    | 16 h 52 min 33 s             |
| 2e                           | Mikkel Bjerg                 | Danemark                     | Hagens Berman Axeon          | + 39 s                       |
| 3e                           | Brent Van Moer               | Belgique                     | Lotto-Soudal                 | + 1 min 10 s                 |
| 4e                           | Ian Garrison                 | États-Unis                   | Hagens Berman Axeon          | + 1 min 41 s                 |
| 5e                           | Florian Stork                | Allemagne                    | Team Sunweb                  | + 1 min 57 s                 |
| 6e                           | Aaron Verwilst               | Belgique                     | Sport Vlaanderen-Baloise     | + 3 min 53 s                 |
| 7e                           | Pascal Eenkhoorn             | Pays-Bas                     | Team Jumbo-Visma             | + 4 min 44 s                 |
| 8e                           | André Carvalho               | Portugal                     | Hagens Berman Axeon          | + 6 min 20 s                 |
| 9e                           | Martin Salmon                | Allemagne                    | Team Sunweb                  | + 7 min 59 s                 |
| 10e                          | Marten Kooistra              | Pays-Bas                     | Team Sunweb                  | + 9 min 27 s                 |

| Classement du meilleur jeune | Classement du meilleur jeune | Classement du meilleur jeune | Classement du meilleur jeune | Classement du meilleur jeune |
| Coureur                      | Coureur                      | Pays                         | Équipe                       | Temps                        |
| ---------------------------- | ---------------------------- | ---------------------------- | ---------------------------- | ---------------------------- |
| 1er                          | Niklas Larsen                | Danemark                     | ColoQuick                    | 16 h 52 min 33 s             |
| 2e                           | Mikkel Bjerg                 | Danemark                     | Hagens Berman Axeon          | + 39 s                       |
| 3e                           | Brent Van Moer               | Belgique                     | Lotto-Soudal                 | + 1 min 10 s                 |
| 4e                           | Ian Garrison                 | États-Unis                   | Hagens Berman Axeon          | + 1 min 41 s                 |
| 5e                           | Florian Stork                | Allemagne                    | Team Sunweb                  | + 1 min 57 s                 |
| 6e                           | Aaron Verwilst               | Belgique                     | Sport Vlaanderen-Baloise     | + 3 min 53 s                 |
| 7e                           | Pascal Eenkhoorn             | Pays-Bas                     | Team Jumbo-Visma             | + 4 min 44 s                 |
| 8e                           | André Carvalho               | Portugal                     | Hagens Berman Axeon          | + 6 min 20 s                 |
| 9e                           | Martin Salmon                | Allemagne                    | Team Sunweb                  | + 7 min 59 s                 |
| 10e                          | Marten Kooistra              | Pays-Bas                     | Team Sunweb                  | + 9 min 27 s                 |

| Classement par équipes | Classement par équipes   | Classement par équipes | Classement par équipes |
| Équipe                 | Équipe                   | Pays                   | Temps                  |
| ---------------------- | ------------------------ | ---------------------- | ---------------------- |
| 1re                    | Lotto Soudal             | Belgique               | 50 h 41 min 04 s       |
| 2e                     | Team Jumbo-Visma         | Pays-Bas               | + 10 s                 |
| 3e                     | W52-FC Porto             | Portugal               | + 33 s                 |
| 4e                     | BHS-Almeborg Bornholm    | Danemark               | + 50 s                 |
| 5e                     | Team Sunweb              | Allemagne              | + 1 min 59 s           |
| 6e                     | Sport Vlaanderen-Baloise | Belgique               | + 4 min 20 s           |
| 7e                     | Hagens Berman Axeon      | États-Unis             | + 4 min 31 s           |
| 8e                     | Roompot-Charles          | Pays-Bas               | + 4 min 38 s           |
| 9e                     | Israel Cycling Academy   | Israël                 | + 4 min 39 s           |
| 10e                    | Joker Fuel of Norway     | Norvège                | + 5 min 47 s           |

| Classement par équipes | Classement par équipes   | Classement par équipes | Classement par équipes |
| Équipe                 | Équipe                   | Pays                   | Temps                  |
| ---------------------- | ------------------------ | ---------------------- | ---------------------- |
| 1re                    | Lotto Soudal             | Belgique               | 50 h 41 min 04 s       |
| 2e                     | Team Jumbo-Visma         | Pays-Bas               | + 10 s                 |
| 3e                     | W52-FC Porto             | Portugal               | + 33 s                 |
| 4e                     | BHS-Almeborg Bornholm    | Danemark               | + 50 s                 |
| 5e                     | Team Sunweb              | Allemagne              | + 1 min 59 s           |
| 6e                     | Sport Vlaanderen-Baloise | Belgique               | + 4 min 20 s           |
| 7e                     | Hagens Berman Axeon      | États-Unis             | + 4 min 31 s           |
| 8e                     | Roompot-Charles          | Pays-Bas               | + 4 min 38 s           |
| 9e                     | Israel Cycling Academy   | Israël                 | + 4 min 39 s           |
| 10e                    | Joker Fuel of Norway     | Norvège                | + 5 min 47 s           |

## Liste des participants
| Team Jumbo-Visma TJV | Team Jumbo-Visma TJV                | Team Jumbo-Visma TJV |
| -------------------- | ----------------------------------- | -------------------- |
| Num                  | Coureur                             | Pos                  |
| 1                    | Jonas Vingegaard (DEN)              | 2e                   |
| 2                    | Koen Bouwman (NED)                  | 8e                   |
| 3                    | Pascal Eenkhoorn (NED)              | 35e                  |
| 4                    | Amund Grøndahl Jansen (NOR) (route) | 25e                  |
| 5                    | Tom Leezer (NED)                    | 68e                  |
| 6                    | Antwan Tolhoek (NED)                | 42e                  |

| Lotto-Soudal LTS | Lotto-Soudal LTS      | Lotto-Soudal LTS |
| ---------------- | --------------------- | ---------------- |
| Num              | Coureur               | Pos              |
| 11               | Tiesj Benoot (BEL)    | 12e              |
| 12               | Brent Van Moer (BEL)  | 7e               |
| 13               | Gerben Thijssen (BEL) | 74e              |
| 14               | Jasper De Buyst (BEL) | 5e               |
| 15               | Jelle Vanendert (BEL) | 57e              |
| 16               | Rasmus Byriel (DEN)   | 67e              |

| Team Sunweb SUN | Team Sunweb SUN              | Team Sunweb SUN |
| --------------- | ---------------------------- | --------------- |
| Num             | Coureur                      | Pos             |
| 21              | Asbjørn Kragh Andersen (DEN) | 34e             |
| 22              | Martin Salmon (GER)          | 47e             |
| 23              | Joris Nieuwenhuis (NED)      | 21e             |
| 24              | Florian Stork (GER)          | 20e             |
| 25              | Louis Vervaeke (BEL)         | 40e             |
| 26              | Marten Kooistra (NED)        | 52e             |

| Riwal Readynez RIW | Riwal Readynez RIW            | Riwal Readynez RIW |
| ------------------ | ----------------------------- | ------------------ |
| Num                | Coureur                       | Pos                |
| 31                 | Alexander Kamp (DEN)          | 32e                |
| 32                 | Emil Vinjebo (DEN)            | 45e                |
| 33                 | Jonas Aaen Jørgensen (DEN)    | 69e                |
| 34                 | Nicolai Brøchner (DEN)        | 109e               |
| 35                 | Rasmus Christian Quaade (DEN) | 3e                 |
| 36                 | Torkil Veyhe                  | 83e                |

| Corendon-Circus COC | Corendon-Circus COC       | Corendon-Circus COC |
| ------------------- | ------------------------- | ------------------- |
| Num                 | Coureur                   | Pos                 |
| 41                  | Lasse Norman Leth (DEN)   | 4e                  |
| 42                  | Tim Merlier (BEL) (route) | 54e                 |
| 43                  | David van der Poel (NED)  | 65e                 |
| 44                  | Jonas Rickaert (BEL)      | 91e                 |
| 45                  | Marcel Meisen (GER)       | 97e                 |
| 46                  | Philipp Walsleben (GER)   | 50e                 |

| Vital Concept-B&B Hotels VCB | Vital Concept-B&B Hotels VCB | Vital Concept-B&B Hotels VCB |
| ---------------------------- | ---------------------------- | ---------------------------- |
| Num                          | Coureur                      | Pos                          |
| 51                           | Bryan Coquard (FRA)          | 63e                          |
| 52                           | Bert De Backer (BEL)         | 64e                          |
| 53                           | Corentin Ermenault (FRA)     | 101e                         |
| 54                           | Johan Le Bon (FRA)           | 11e                          |
| 55                           | Kévin Réza (FRA)             | 48e                          |
| 56                           | Kris Boeckmans (BEL)         | 77e                          |

| W52-FC Porto W52 | W52-FC Porto W52           | W52-FC Porto W52 |
| ---------------- | -------------------------- | ---------------- |
| Num              | Coureur                    | Pos              |
| 61               | António Carvalho (POR)     | AB-4             |
| 62               | Edgar Pinto (POR)          | 10e              |
| 63               | Gustavo César Veloso (ESP) | 13e              |
| 64               | João Rodrigues (POR)       | 38e              |
| 65               | Ricardo Mestre (POR)       | 84e              |
| 66               | Samuel Caldeira (POR)      | 14e              |

| Hagens Berman Axeon HBA | Hagens Berman Axeon HBA | Hagens Berman Axeon HBA |
| ----------------------- | ----------------------- | ----------------------- |
| Num                     | Coureur                 | Pos                     |
| 71                      | Mikkel Bjerg (DEN)      | 6e                      |
| 72                      | André Carvalho (POR)    | 43e                     |
| 73                      | Ian Garrison (USA)      | 18e                     |
| 74                      | Jakob Egholm (DEN)      | 86e                     |
| 75                      | Jonny Brown (USA)       | 81e                     |
| 76                      | Maikel Zijlaard (NED)   | 88e                     |

| Bardiani CSF BRD | Bardiani CSF BRD        | Bardiani CSF BRD |
| ---------------- | ----------------------- | ---------------- |
| Num              | Coureur                 | Pos              |
| 81               | Alessandro Pessot (ITA) | 72e              |
| 82               | Marco Maronese (ITA)    | 93e              |
| 83               | Michael Bresciani (ITA) | 76e              |
| 84               | Mirco Maestri (ITA)     | 87e              |
| 85               | Paolo Simion (ITA)      | 80e              |
| 86               | Umberto Orsini (ITA)    | 66e              |

| Sport Vlaanderen-Baloise SVB | Sport Vlaanderen-Baloise SVB | Sport Vlaanderen-Baloise SVB |
| ---------------------------- | ---------------------------- | ---------------------------- |
| Num                          | Coureur                      | Pos                          |
| 91                           | Milan Menten (BEL)           | NP-2                         |
| 92                           | Edward Planckaert (BEL)      | 75e                          |
| 93                           | Amaury Capiot (BEL)          | 17e                          |
| 94                           | Aaron Verwilst (BEL)         | 31e                          |
| 95                           | Thomas Sprengers (BEL)       | 22e                          |
| 96                           | Sasha Weemaes (BEL)          | 106e                         |

| Team Novo Nordisk TNN | Team Novo Nordisk TNN | Team Novo Nordisk TNN |
| --------------------- | --------------------- | --------------------- |
| Num                   | Coureur               | Pos                   |
| 101                   | Charles Planet (FRA)  | 23e                   |
| 102                   | Andrea Peron (ITA)    | 53e                   |
| 103                   | Declan Irvine (AUS)   | 71e                   |
| 104                   | Joonas Henttala (FIN) | 102e                  |
| 105                   | Péter Kusztor (HUN)   | 55e                   |
| 106                   | Umberto Poli (ITA)    | 103e                  |

| Roompot-Charles ROC | Roompot-Charles ROC       | Roompot-Charles ROC |
| ------------------- | ------------------------- | ------------------- |
| Num                 | Coureur                   | Pos                 |
| 111                 | Pieter Weening (NED)      | 29e                 |
| 112                 | Elmar Reinders (NED)      | 36e                 |
| 113                 | Sjoerd van Ginneken (NED) | 85e                 |
| 114                 | Huub Duyn (NED)           | 19e                 |
| 115                 | Arjen Livyns (BEL)        | 46e                 |
| 116                 | Justin Timmermans (NED)   | 78e                 |

| Israel Cycling Academy ICA | Israel Cycling Academy ICA | Israel Cycling Academy ICA |
| -------------------------- | -------------------------- | -------------------------- |
| Num                        | Coureur                    | Pos                        |
| 121                        | Krists Neilands (LAT)      | 60e                        |
| 122                        | Conor Dunne (IRL)          | 62e                        |
| 123                        | Dennis van Winden (NED)    | 26e                        |
| 124                        | Itamar Einhorn (ISR)       | HD-2                       |
| 125                        | Matthias Brändle (AUT)     | AB-5                       |
| 126                        | Roy Goldstein (ISR)        | 41e                        |

| Hurom BDC Development THU | Hurom BDC Development THU | Hurom BDC Development THU |
| ------------------------- | ------------------------- | ------------------------- |
| Num                       | Coureur                   | Pos                       |
| 131                       | Adrian Kurek (POL)        | AB-5                      |
| 132                       | Jakub Kaczmarek (POL)     | 100e                      |
| 133                       | Norbert Banaszek (POL)    | 98e                       |
| 134                       | Tobiasz Pawlak (POL)      | AB-5                      |
| 135                       | Kamil Zieliński (POL)     | AB-3                      |
| 136                       | Marcin Budziński (POL)    | 59e                       |

| Uno-X Norwegian Development UXT | Uno-X Norwegian Development UXT | Uno-X Norwegian Development UXT |
| ------------------------------- | ------------------------------- | ------------------------------- |
| Num                             | Coureur                         | Pos                             |
| 141                             | Kristoffer Skjerping (NOR)      | 70e                             |
| 142                             | Jonas Abrahamsen (NOR)          | 39e                             |
| 143                             | Markus Hoelgaard (NOR)          | 15e                             |
| 144                             | Erik Nordsæter Resell (NOR)     | 44e                             |
| 145                             | Torstein Træen (NOR)            | 90e                             |
| 146                             | Anders Skaarseth (NOR)          | AB-4                            |

| Joker Fuel of Norway JFN | Joker Fuel of Norway JFN | Joker Fuel of Norway JFN |
| ------------------------ | ------------------------ | ------------------------ |
| Num                      | Coureur                  | Pos                      |
| 151                      | Bjørn Tore Hoem (NOR)    | 24e                      |
| 152                      | Andreas Vangstad (NOR)   | 89e                      |
| 153                      | Fridtjof Røinås (NOR)    | 95e                      |
| 154                      | Øivind Lukkedal (NOR)    | 27e                      |
| 155                      | Herman Dahl (NOR)        | 73e                      |
| 156                      | Ole Forfang (NOR)        | 58e                      |

| Waoo WAO | Waoo WAO                        | Waoo WAO |
| -------- | ------------------------------- | -------- |
| Num      | Coureur                         | Pos      |
| 161      | Rasmus Guldhammer (DEN)         | 37e      |
| 162      | Michael Carbel Svendgaard (DEN) | 56e      |
| 163      | Silas Zacharias Clemmensen      | 49e      |
| 164      | Andreas Jeppesen (DEN)          | AB-4     |
| 165      | Martin Mortensen (DEN)          | 82e      |
| 166      | Jesper Schultz (DEN)            | 28e      |

| BHS-Almeborg Bornholm ABB | BHS-Almeborg Bornholm ABB   | BHS-Almeborg Bornholm ABB |
| ------------------------- | --------------------------- | ------------------------- |
| Num                       | Coureur                     | Pos                       |
| 171                       | Christoffer Lisson (DEN)    | 9e                        |
| 172                       | Emil Toudal (DEN)           | 94e                       |
| 173                       | Mads Rahbek (DEN)           | 30e                       |
| 174                       | Martin Toft Madsen (DEN)    | AB-5                      |
| 175                       | Mathias Bregnhøj (DEN)      | 16e                       |
| 176                       | Nicklas Amdi Pedersen (DEN) | 79e                       |

| ColoQuick TCQ | ColoQuick TCQ                | ColoQuick TCQ |
| ------------- | ---------------------------- | ------------- |
| Num           | Coureur                      | Pos           |
| 181           | Niklas Larsen (DEN)          | 1er           |
| 182           | Aksel Bech Skot-Hansen (DEN) | 105e          |
| 183           | Frederik Rodenberg (DEN)     | 108e          |
| 184           | Jeppe Aaskov Pallesen (DEN)  | 61e           |
| 185           | Julius Johansen (DEN)        | 104e          |
| 186           | Steffen Christiansen (DEN)   | 99e           |

| Danemark DEN | Danemark DEN       | Danemark DEN |
| ------------ | ------------------ | ------------ |
| Num          | Coureur            | Pos          |
| 191          | Mads Würtz Schmidt | 33e          |
| 192          | Frederik Irgens    | 96e          |
| 193          | Frederik Muff      | 107e         |
| 194          | Louis Bendixen     | 51e          |
| 195          | Matias Malmberg    | AB-4         |
| 196          | Mads Østergaard    | 92e          |

| Team Jumbo-Visma TJV | Team Jumbo-Visma TJV                | Team Jumbo-Visma TJV |
| -------------------- | ----------------------------------- | -------------------- |
| Num                  | Coureur                             | Pos                  |
| 1                    | Jonas Vingegaard (DEN)              | 2e                   |
| 2                    | Koen Bouwman (NED)                  | 8e                   |
| 3                    | Pascal Eenkhoorn (NED)              | 35e                  |
| 4                    | Amund Grøndahl Jansen (NOR) (route) | 25e                  |
| 5                    | Tom Leezer (NED)                    | 68e                  |
| 6                    | Antwan Tolhoek (NED)                | 42e                  |

| Lotto-Soudal LTS | Lotto-Soudal LTS      | Lotto-Soudal LTS |
| ---------------- | --------------------- | ---------------- |
| Num              | Coureur               | Pos              |
| 11               | Tiesj Benoot (BEL)    | 12e              |
| 12               | Brent Van Moer (BEL)  | 7e               |
| 13               | Gerben Thijssen (BEL) | 74e              |
| 14               | Jasper De Buyst (BEL) | 5e               |
| 15               | Jelle Vanendert (BEL) | 57e              |
| 16               | Rasmus Byriel (DEN)   | 67e              |

| Team Sunweb SUN | Team Sunweb SUN              | Team Sunweb SUN |
| --------------- | ---------------------------- | --------------- |
| Num             | Coureur                      | Pos             |
| 21              | Asbjørn Kragh Andersen (DEN) | 34e             |
| 22              | Martin Salmon (GER)          | 47e             |
| 23              | Joris Nieuwenhuis (NED)      | 21e             |
| 24              | Florian Stork (GER)          | 20e             |
| 25              | Louis Vervaeke (BEL)         | 40e             |
| 26              | Marten Kooistra (NED)        | 52e             |

| Riwal Readynez RIW | Riwal Readynez RIW            | Riwal Readynez RIW |
| ------------------ | ----------------------------- | ------------------ |
| Num                | Coureur                       | Pos                |
| 31                 | Alexander Kamp (DEN)          | 32e                |
| 32                 | Emil Vinjebo (DEN)            | 45e                |
| 33                 | Jonas Aaen Jørgensen (DEN)    | 69e                |
| 34                 | Nicolai Brøchner (DEN)        | 109e               |
| 35                 | Rasmus Christian Quaade (DEN) | 3e                 |
| 36                 | Torkil Veyhe                  | 83e                |

| Corendon-Circus COC | Corendon-Circus COC       | Corendon-Circus COC |
| ------------------- | ------------------------- | ------------------- |
| Num                 | Coureur                   | Pos                 |
| 41                  | Lasse Norman Leth (DEN)   | 4e                  |
| 42                  | Tim Merlier (BEL) (route) | 54e                 |
| 43                  | David van der Poel (NED)  | 65e                 |
| 44                  | Jonas Rickaert (BEL)      | 91e                 |
| 45                  | Marcel Meisen (GER)       | 97e                 |
| 46                  | Philipp Walsleben (GER)   | 50e                 |

| Vital Concept-B&B Hotels VCB | Vital Concept-B&B Hotels VCB | Vital Concept-B&B Hotels VCB |
| ---------------------------- | ---------------------------- | ---------------------------- |
| Num                          | Coureur                      | Pos                          |
| 51                           | Bryan Coquard (FRA)          | 63e                          |
| 52                           | Bert De Backer (BEL)         | 64e                          |
| 53                           | Corentin Ermenault (FRA)     | 101e                         |
| 54                           | Johan Le Bon (FRA)           | 11e                          |
| 55                           | Kévin Réza (FRA)             | 48e                          |
| 56                           | Kris Boeckmans (BEL)         | 77e                          |

| W52-FC Porto W52 | W52-FC Porto W52           | W52-FC Porto W52 |
| ---------------- | -------------------------- | ---------------- |
| Num              | Coureur                    | Pos              |
| 61               | António Carvalho (POR)     | AB-4             |
| 62               | Edgar Pinto (POR)          | 10e              |
| 63               | Gustavo César Veloso (ESP) | 13e              |
| 64               | João Rodrigues (POR)       | 38e              |
| 65               | Ricardo Mestre (POR)       | 84e              |
| 66               | Samuel Caldeira (POR)      | 14e              |

| Hagens Berman Axeon HBA | Hagens Berman Axeon HBA | Hagens Berman Axeon HBA |
| ----------------------- | ----------------------- | ----------------------- |
| Num                     | Coureur                 | Pos                     |
| 71                      | Mikkel Bjerg (DEN)      | 6e                      |
| 72                      | André Carvalho (POR)    | 43e                     |
| 73                      | Ian Garrison (USA)      | 18e                     |
| 74                      | Jakob Egholm (DEN)      | 86e                     |
| 75                      | Jonny Brown (USA)       | 81e                     |
| 76                      | Maikel Zijlaard (NED)   | 88e                     |

| Bardiani CSF BRD | Bardiani CSF BRD        | Bardiani CSF BRD |
| ---------------- | ----------------------- | ---------------- |
| Num              | Coureur                 | Pos              |
| 81               | Alessandro Pessot (ITA) | 72e              |
| 82               | Marco Maronese (ITA)    | 93e              |
| 83               | Michael Bresciani (ITA) | 76e              |
| 84               | Mirco Maestri (ITA)     | 87e              |
| 85               | Paolo Simion (ITA)      | 80e              |
| 86               | Umberto Orsini (ITA)    | 66e              |

| Sport Vlaanderen-Baloise SVB | Sport Vlaanderen-Baloise SVB | Sport Vlaanderen-Baloise SVB |
| ---------------------------- | ---------------------------- | ---------------------------- |
| Num                          | Coureur                      | Pos                          |
| 91                           | Milan Menten (BEL)           | NP-2                         |
| 92                           | Edward Planckaert (BEL)      | 75e                          |
| 93                           | Amaury Capiot (BEL)          | 17e                          |
| 94                           | Aaron Verwilst (BEL)         | 31e                          |
| 95                           | Thomas Sprengers (BEL)       | 22e                          |
| 96                           | Sasha Weemaes (BEL)          | 106e                         |

| Team Novo Nordisk TNN | Team Novo Nordisk TNN | Team Novo Nordisk TNN |
| --------------------- | --------------------- | --------------------- |
| Num                   | Coureur               | Pos                   |
| 101                   | Charles Planet (FRA)  | 23e                   |
| 102                   | Andrea Peron (ITA)    | 53e                   |
| 103                   | Declan Irvine (AUS)   | 71e                   |
| 104                   | Joonas Henttala (FIN) | 102e                  |
| 105                   | Péter Kusztor (HUN)   | 55e                   |
| 106                   | Umberto Poli (ITA)    | 103e                  |

| Roompot-Charles ROC | Roompot-Charles ROC       | Roompot-Charles ROC |
| ------------------- | ------------------------- | ------------------- |
| Num                 | Coureur                   | Pos                 |
| 111                 | Pieter Weening (NED)      | 29e                 |
| 112                 | Elmar Reinders (NED)      | 36e                 |
| 113                 | Sjoerd van Ginneken (NED) | 85e                 |
| 114                 | Huub Duyn (NED)           | 19e                 |
| 115                 | Arjen Livyns (BEL)        | 46e                 |
| 116                 | Justin Timmermans (NED)   | 78e                 |

| Israel Cycling Academy ICA | Israel Cycling Academy ICA | Israel Cycling Academy ICA |
| -------------------------- | -------------------------- | -------------------------- |
| Num                        | Coureur                    | Pos                        |
| 121                        | Krists Neilands (LAT)      | 60e                        |
| 122                        | Conor Dunne (IRL)          | 62e                        |
| 123                        | Dennis van Winden (NED)    | 26e                        |
| 124                        | Itamar Einhorn (ISR)       | HD-2                       |
| 125                        | Matthias Brändle (AUT)     | AB-5                       |
| 126                        | Roy Goldstein (ISR)        | 41e                        |

| Hurom BDC Development THU | Hurom BDC Development THU | Hurom BDC Development THU |
| ------------------------- | ------------------------- | ------------------------- |
| Num                       | Coureur                   | Pos                       |
| 131                       | Adrian Kurek (POL)        | AB-5                      |
| 132                       | Jakub Kaczmarek (POL)     | 100e                      |
| 133                       | Norbert Banaszek (POL)    | 98e                       |
| 134                       | Tobiasz Pawlak (POL)      | AB-5                      |
| 135                       | Kamil Zieliński (POL)     | AB-3                      |
| 136                       | Marcin Budziński (POL)    | 59e                       |

| Uno-X Norwegian Development UXT | Uno-X Norwegian Development UXT | Uno-X Norwegian Development UXT |
| ------------------------------- | ------------------------------- | ------------------------------- |
| Num                             | Coureur                         | Pos                             |
| 141                             | Kristoffer Skjerping (NOR)      | 70e                             |
| 142                             | Jonas Abrahamsen (NOR)          | 39e                             |
| 143                             | Markus Hoelgaard (NOR)          | 15e                             |
| 144                             | Erik Nordsæter Resell (NOR)     | 44e                             |
| 145                             | Torstein Træen (NOR)            | 90e                             |
| 146                             | Anders Skaarseth (NOR)          | AB-4                            |

| Joker Fuel of Norway JFN | Joker Fuel of Norway JFN | Joker Fuel of Norway JFN |
| ------------------------ | ------------------------ | ------------------------ |
| Num                      | Coureur                  | Pos                      |
| 151                      | Bjørn Tore Hoem (NOR)    | 24e                      |
| 152                      | Andreas Vangstad (NOR)   | 89e                      |
| 153                      | Fridtjof Røinås (NOR)    | 95e                      |
| 154                      | Øivind Lukkedal (NOR)    | 27e                      |
| 155                      | Herman Dahl (NOR)        | 73e                      |
| 156                      | Ole Forfang (NOR)        | 58e                      |

| Waoo WAO | Waoo WAO                        | Waoo WAO |
| -------- | ------------------------------- | -------- |
| Num      | Coureur                         | Pos      |
| 161      | Rasmus Guldhammer (DEN)         | 37e      |
| 162      | Michael Carbel Svendgaard (DEN) | 56e      |
| 163      | Silas Zacharias Clemmensen      | 49e      |
| 164      | Andreas Jeppesen (DEN)          | AB-4     |
| 165      | Martin Mortensen (DEN)          | 82e      |
| 166      | Jesper Schultz (DEN)            | 28e      |

| BHS-Almeborg Bornholm ABB | BHS-Almeborg Bornholm ABB   | BHS-Almeborg Bornholm ABB |
| ------------------------- | --------------------------- | ------------------------- |
| Num                       | Coureur                     | Pos                       |
| 171                       | Christoffer Lisson (DEN)    | 9e                        |
| 172                       | Emil Toudal (DEN)           | 94e                       |
| 173                       | Mads Rahbek (DEN)           | 30e                       |
| 174                       | Martin Toft Madsen (DEN)    | AB-5                      |
| 175                       | Mathias Bregnhøj (DEN)      | 16e                       |
| 176                       | Nicklas Amdi Pedersen (DEN) | 79e                       |

| ColoQuick TCQ | ColoQuick TCQ                | ColoQuick TCQ |
| ------------- | ---------------------------- | ------------- |
| Num           | Coureur                      | Pos           |
| 181           | Niklas Larsen (DEN)          | 1er           |
| 182           | Aksel Bech Skot-Hansen (DEN) | 105e          |
| 183           | Frederik Rodenberg (DEN)     | 108e          |
| 184           | Jeppe Aaskov Pallesen (DEN)  | 61e           |
| 185           | Julius Johansen (DEN)        | 104e          |
| 186           | Steffen Christiansen (DEN)   | 99e           |

| Danemark DEN | Danemark DEN       | Danemark DEN |
| ------------ | ------------------ | ------------ |
| Num          | Coureur            | Pos          |
| 191          | Mads Würtz Schmidt | 33e          |
| 192          | Frederik Irgens    | 96e          |
| 193          | Frederik Muff      | 107e         |
| 194          | Louis Bendixen     | 51e          |
| 195          | Matias Malmberg    | AB-4         |
| 196          | Mads Østergaard    | 92e          |